# لوراكس (فلم)
لوراكس (بالإنجليزية: The Lorax) فيلم رسوم متحركة ثلاثي الأبعاد من نوع كوميدي ومغامرة، الفيلم مبني على إحدى روايات الكاتب دكتور سوس وهي تحمل نفس الاسم، ويعتبر رابع فيلم مبني على إحدى رواياته.

توج الفيلم بجائزة أحسن فيلم في الدورة الـ 22 لحفل توزيع جوائز جمعية الإعلام البيئي في الولايات المتحدة.

## القصة
تدور أحداث الفيلم في مدينة خيالية حول الصبي (تيد) ومحاولته الفوز بقلب الفتاة (اودري) التي تطلب منه تحقيق حلمها الوحيد وهو مشاهدة شجرة حقيقية، فيحاول تحقيق حلمها عن طريق الوصول إلى الساحر (لوراكس) وتبدأ المغامرة.

## مؤدين الأصوات
| الشخصية     | الممثل       |
| ----------- | ------------ |
| تيد         | زاك إيفرون   |
| لوراكس      | داني ديفيتو  |
| اودري       | تايلور سويفت |
| ونسلر       | اد هيلمز     |
| السيد أوهير | روب ريجل     |

## حقائق
- بلغت ميزانية الفيلم حوالي $70,000,000.
- تم الاستعانة بأسماء (تيد وأودري) وهي شخصيات حقيقة في حياة الدكتور سوس فالأسم الحقيقي هو تيودور سوس جيزل وزوجته الثانية جيزل أودري.
- وصل إجمالي الإيرادات عند عرضه في الولايات المتحدة الأمريكية في 4 مارس 2012 حوالي $70,217,070.

## روابط خارجية
- مقالات تستعمل روابط فنية بلا صلة مع ويكي بيانات